# Slobozia-Rașcov
Slobozia-Rașcov (in russo Слобода-Рашков)  è un comune della Moldavia controllato dalla autoproclamata repubblica di Transnistria. È compreso nel distretto di Camenca